# Danne-et-Quatre-Vents
Danne-et-Quatre-Vents – miejscowość i gmina we Francji, w regionie Grand Est, w departamencie Mozela.
Według danych na rok 1990 gminę zamieszkiwało 511 osób, a gęstość zaludnienia wynosiła 71 osób/km² (wśród 2335 gmin Lotaryngii Danne-et-Quatre-Vents plasuje się na 585. miejscu pod względem liczby ludności, natomiast pod względem powierzchni na miejscu 815.).